# Horbehedety
Pour les articles homonymes, voir Horus (homonymie) et Horus.
Horbehedety ou Behedetite est le nom donné au dernier dieu divin (le 5e) Horus d'Edfou. Son nom signifie celui-de-Behedet (Apollinopolis Magna pour les Grecs). 
Il est le dieu Horus dans sa représentation céleste. Il a pour épouse Hathor et pour fils Harsomtous.
Ses attributs sont le chasse-mouches mystique et l'anneau d'or, symbole d'éternité. Behedit est en fait une grande partie d'un quartier populaire et religieux d'Edfou. Ce quartier se trouvait en partie à l'endroit où se situait la demeure d'Horus, son temple.